# Phlegetonia bifacies
Phlegetonia bifacies är en fjärilsart som beskrevs av Walker 1858. Phlegetonia bifacies ingår i släktet Phlegetonia och familjen nattflyn. Inga underarter finns listade i Catalogue of Life.